# Estádio das Antas
O Estádio das Antas foi o estádio do Futebol Clube do Porto durante 52 anos, após ser substituído pelo Estádio do Dragão, inaugurado no ano de 2003.

## História
Foi numa Assembleia-Geral em 1933 que surgiu a proposta de construção de um novo estádio, já que o Campo da Constituição começava a revelar-se pequeno para o FC Porto. A proposta foi aprovada por unanimidade, mas só em 1937 começaram a ser tomadas medidas no sentido de concretizar o objectivo, com a criação de um empréstimo obrigacionista. Dez anos depois foi comprada uma área de 48.000 metros quadrados na zona das Antas, na parte leste da cidade do Porto. A primeira pedra foi lançada em acto simbólico em Dezembro de 1949, tendo a obra começado cerca de um mês depois. 

### Escolha dos terrenos das Antas
Chegou a falar-se que o Estádio do FC Porto poderia ser construído na Quinta da China. Chegou, mesmo, a dar-se um «sinal» de compra pelo terreno. Mas, depois, houve um certo «desinteresse».
Em meados de 1937 constitui-se a chamada Comissão Pró-Campo (Domingos Ferreira, José Donas, Sebastião Ferreira Mendes, Carlos Lello e António Martins).  Após demoradas negociações, o Clube dispunha-se a construir o seu estádio em cerca de 65mil metros quadrados na Vilarinha, no entanto tudo se complicou mais tarde, e…nasceu o «duelo» – Vilarinha/Antas.  O tempo foi decorrendo até que em 1943 Manuel Correia Monteiro amparado nos seus passos pelo dr. Cesário Bonito, aponta com o dedo para as Antas. Talvez por estar mais perto do local onde o Clube deu os primeiros passos.
| “ | Antas ! Vamos para as Antas ! | ” |

E a ideia parece ter triunfado… 
Em princípios de 1944 o Arquitecto Oldemiro Carneiro embrenhou-se nos primeiros estudos. E em Março do ano seguinte o anteprojecto do Estádio foi apresentado em assembleia geral, que nunca caiu mesmo que tomando em conta que a Comissão Pró-Campo se demitiu em 1946.
Em Maio de 1946 , o sr Engenheiro Cancela de Abreu, então titular do Ministério das Obras Públicas emitiu a sua autorizada opinião. Havia na Areosa, uns terrenos admiráveis para o efeito. Mas não pôde levar-se por diante essa sugestão por várias dificuldades. E voltaram a centrar todas as atenções nas Antas. 
Já em 1948 o Ministro das Obras públicas, sr Engenheiro José Frederico do Casal Ribeiro Ulrich, que chegou a fazer parte da Assembleia Delegada como associado portista, aprovou o anteprojecto do Estádio, que compreendia uma área de 65mil metros quadrados.
Apesar de tudo continuavam a surgir entraves para a transformação do sonho em realidade. Clube e proprietários do terreno nem sempre estiveram de acordo. E um destes levou longe de mais a sua intransigência. Mas o precioso despacho ministerial de 1 Setembro de 1949, colocou ponto final nas dissidências, mandando expropriar os terrenos. Desde essa hora o sr Engenheiro Frederico Ulrich entrou no coração de todos os portuenses, e não mais o esqueceram.
Outra data importante de assinalar é a de 4 de Dezembro de 1949. Pela manhã desse domingo o FC porto toma posse dos terrenos das Antas. O Dr. Miguel Pereira, ao tempo, presidente do Clube, orgulhoso, lê o discurso de agradecimento, não esquecendo os cooperadores do Estado e da Câmara, os cooperadores anónimos e os dos clubes que ajudaram a viver aquele momento inesquecível. O engenheiro Frederico Ulrich fala também frequentemente interrompido por aplausos: 
| “ | A concessão de 3 000 contos para a obra hoje iniciada foi dos actos que pratiquei com mais prazer, no exercício do meu actual cargo, pois se tratava de tornar viável uma velha aspiração local que talvez muitos considerassem um sonho impossível de materializar. Enganaram-se esses eternos incredulous, porquanto o campo de jogos do FC Porto sera dentro em breve uma magnífica realidade. E nesse dia, sejam quais forem as minhas ocupações, espero ser convidado para a grande festa! | ” |

### Obras do estádio
José Bacelar, sócio n.º 1 do FC Porto na altura, pagou o salário do primeiro dia de trabalho a todos os operários. A solidariedade da população da cidade e da região para com o FC Porto ficou também marcada por dois "cortejos de materiais", em que dezenas de camionetas, autocarros e furgonetas seguiram em cortejo para o estádio levando material de construção. Ao longo do processo foi necessário comprar terrenos adjacentes aos originais, pois concluiu-se que 48 000 metros quadrados não seriam suficientes para o complexo desportivo que o clube pretendia construir. Comprados os referidos terrenos, a área total ascendeu aos 63 220 metros quadrados. A capacidade original do estádio era de  48000 espectadores, distribuídos por três bancadas - duas superiores e uma lateral. O lado leste do campo não tinha bancada, sendo chamado de "Porta da Maratona".
No final da obra tinham sido consumidos mais de sete mil e quinhetos contos, um facto e uma cifra que ajuda a compreender o prestígio do FC Porto. 
No dia 28 de Maio de 1952 o estádio foi inaugurado numa cerimónia pomposa que contou com a presença do General Craveiro Lopes, então presidente de Portugal. Urgel Horta presidia ao FC Porto na altura. Após a cerimónia foi realizado um jogo inaugural efectuado perante os rivais S.L. Benfica. A partida terminou com a vitória do S.L. Benfica, por 2-8.

## Modificações
- 1960 - inauguração da pista de ciclismo
- 1962 - inauguração da iluminação artificial
- 1976 - fecho da Porta da Maratona, ou seja, construção de uma bancada ao longo da lateral leste do campo, acrescida de um segundo anel - a arquibancada, que aumentou a capacidade do estádio para 65 000 lugares. estando apenas 30% da bancada encadeirada.
- 16 de dezembro de 1986 - a capacidade do estádio aumentou para 95 000 lugares. Rebaixamento do campo - a bancada avança na direcção do campo, substituindo a pista de ciclismo e atletismo.
- na década seguinte o estádio foi sendo gradualmente encadeirado - terminado o procedimento, a capacidade do estádio diminuiu para cerca de 75 000 lugares.

## O complexo
Quando se fala no Estádio das Antas, nem sempre se fala apenas no estádio em si; a expressão pode designar também todo o complexo desportivo que, ao longo das cinco décadas de existência do estádio, foi sendo construído à sua volta. Esse complexo incluía, entre outros:
- o Pavilhão Américo de Sá (com capacidade para 7 000 pessoas), onde actuavam as equipas de andebol, basquetebol e hóquei em patins do FC Porto (a de basquetebol passaria a jogar no Pavilhão Rosa Mota em meados dos anos noventa)
- o Pavilhão Afonso Pinto de Magalhães
- uma piscina coberta (utilizada quer pela equipa de natação do FC Porto, quer por utilizadores pagantes)
- três campos de treinos relvados
- a primeira Loja Azul
- o Bingo do FC Porto
- a sala-museu do FC Porto
- a Torre das Antas, onde foi instalada a sede do FC Porto

## Momentos especiais
- 19 de Outubro de 1977 - FC Porto 4 x 0 Manchester United, 1ª mão da 2ª eliminatória da Taça das Taças 1977/78
- 11 de Junho de 1978 - FC Porto 4 x 0 SC Braga, vitória na última jornada do campeonato 1977/78, que permitiu ao FC Porto sagrar-se novamente campeão nacional após um jejum de 19 anos
- 28 de Maio de 1987 - recepção, de madrugada, aos vencedores da Taça dos Clubes Campeões Europeus que chegavam directamente de Viena
- 13 de Janeiro de 1988 - FC Porto 1 x 0 AFC Ajax, 2ª mão da Supertaça Europeia 1987, vencida pelo FC Porto
- 15 de Junho de 1997 - FC Porto 3 x 0 Gil Vicente, a festa do primeiro Tricampeonato na história do clube
- 30 de Junho de 1999 - FC Porto 2 x 0 Estrela da Amadora, a festa do Penta, feito inédito no futebol português
- 10 de Abril de 2003 - FC Porto 4 x 1 SS Lazio, 1ª mão das meias-finais da Taça UEFA 2002/03, que o FC Porto viria a ganhar
- 22 de Maio de 2003 - recepção, de madrugada, aos vencedores da Taça UEFA vindos de Sevilha

Por outro lado, o dia mais negro da história do Estádio das Antas foi 16 de Dezembro de 1973, dia em que Pavão, grande jogador e ídolo dos adeptos, caiu por terra ao minuto 13 da jornada 13, contra o Vitória de Setúbal. Tinha apenas 26 anos.

## O fim

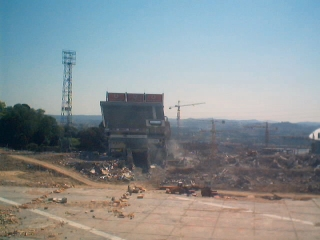
A arquibancada foi a última a cair.

O complexo das Antas começou a ser demolido em 2001; nessa altura, as equipas de andebol, hóquei em patins e natação do FC Porto passaram a competir em casa "emprestada": o Pavilhão Municipal de Santo Tirso, o Pavilhão Municipal de Fânzeres e a Piscina de Campanhã, respectivamente. Também a equipa de basquetebol deixou o Pavilhão Rosa Mota, passando a jogar no Centro de Desportos e Congressos de Matosinhos. Estas equipas continuam deslocadas mesmo após a inauguração do Estádio do Dragão, uma vez que este não inclui pavilhão nem piscina. Existe agora um pavilhão junto ao estádio, o Dragão Caixa, que ficou concluído em meados de 2008.
O Estádio das Antas propriamente dito permaneceria intacto até à inauguração do Estádio do Dragão, em Novembro de 2003, e mesmo para além dela: devido a um grave problema com a relva do novo estádio, este não pôde começar a ser utilizado para jogos oficiais logo após a inauguração, pelo que o Estádio das Antas foi ainda palco de oito jogos oficiais, o último deles contra o Estrela da Amadora a 24 de Janeiro de 2004. A demolição começaria cerca de um mês e meio depois, colocando assim o fim a um estádio com 52 anos de história. Atualmente, no local onde existia o estádio, foram feitas novas ruas, e o único vestígio que sobra do estádio, é um dos seus quatro holofotes de iluminação.

### Balanço final
No Estádio das Antas o FC Porto jogou 1002 jogos, tendo vencido 803, empatado 119 e perdido 80. No fim das contas, a percentagem de vitórias foi de 80,1% em casa.